# Saint-Cyr-l’École
Saint-Cyr-l’École ist eine französische Gemeinde mit 20.451 Einwohnern (Stand 1. Januar 2022) im Département Yvelines in der Region Île-de-France, unmittelbar westlich von Versailles und etwas mehr als 20 Kilometer vom Stadtzentrum der Hauptstadt Paris entfernt.
Die Gemeinde ist besonders wegen der Militärschule Saint-Cyr bekannt, die allerdings seit 1945 in Coëtquidan sitzt.

## Geschichte
1686 gründete der Sonnenkönig Ludwig XIV. auf Anregung Madame de Maintenons ein Stift für junge Damen, das Maison Royale de Saint-Louis, in das sie sich später selbst zurückzog. 1793 zog ein Militärkrankenhaus in das Gebäude.
Am 1. Mai 1802 gründete Napoleon Bonaparte in Fontainebleau eine militärische Fachschule, die École spéciale militaire, die 1808 nach Saint-Cyr-l’École umzog.
Nach dem Deutsch-Französischen Krieg (1870/71) wurde das Fort de Saint-Cyr errichtet, das heute als Lagerstätte für bedeutende Filme genutzt wird.
Seit 1911 ist die Stadt Sitz des Institut aérotechnique, des Instituts für Aerodynamik und Luft- und Raumfahrtforschung.
Am 13. Juni 1921 erreichte der deutsche Zeppelin LZ 121, welcher als Reparationsleistung an Frankreich abgegeben werden musste, das Institut.

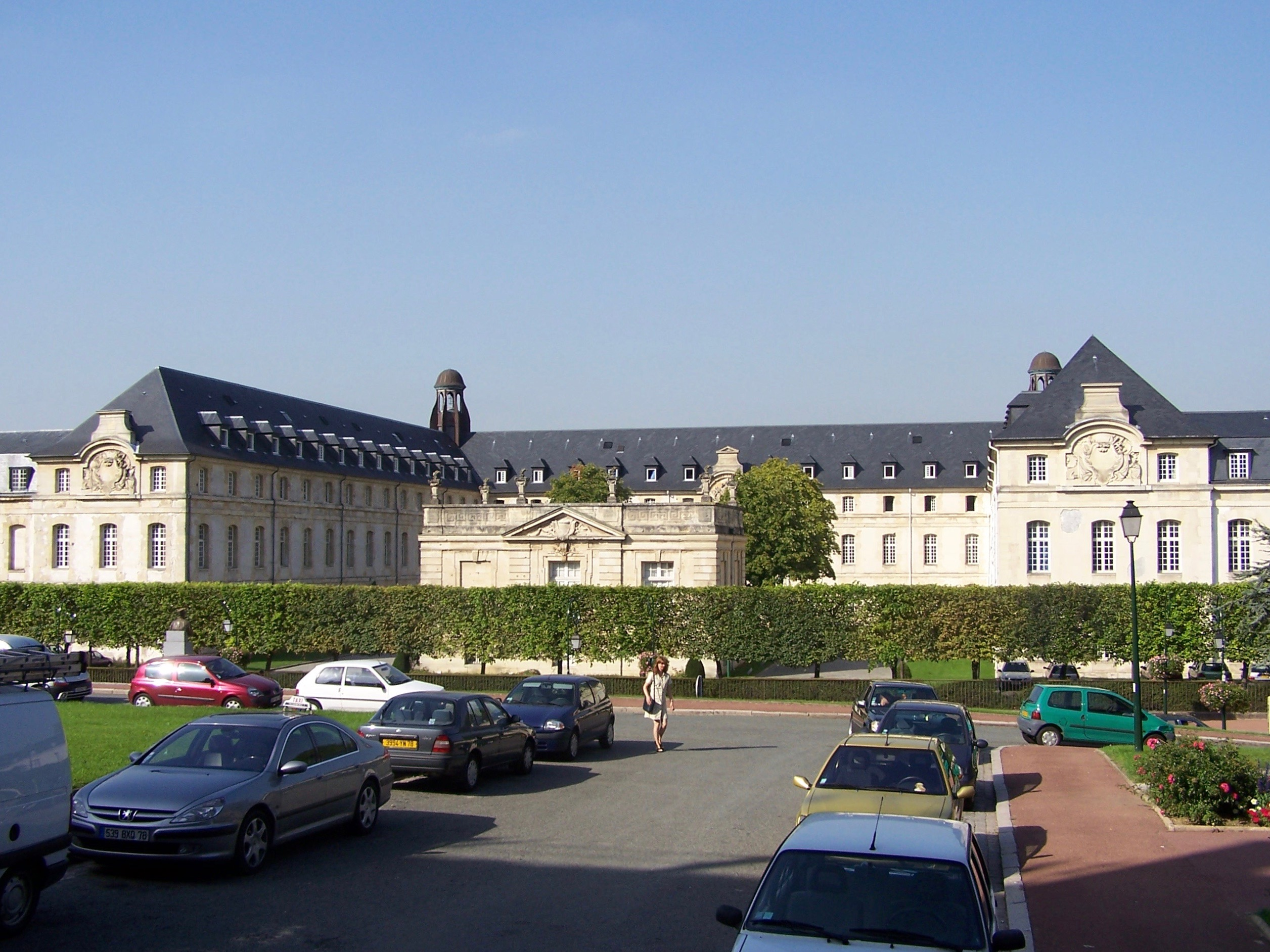
Militärschule Saint-Cyr
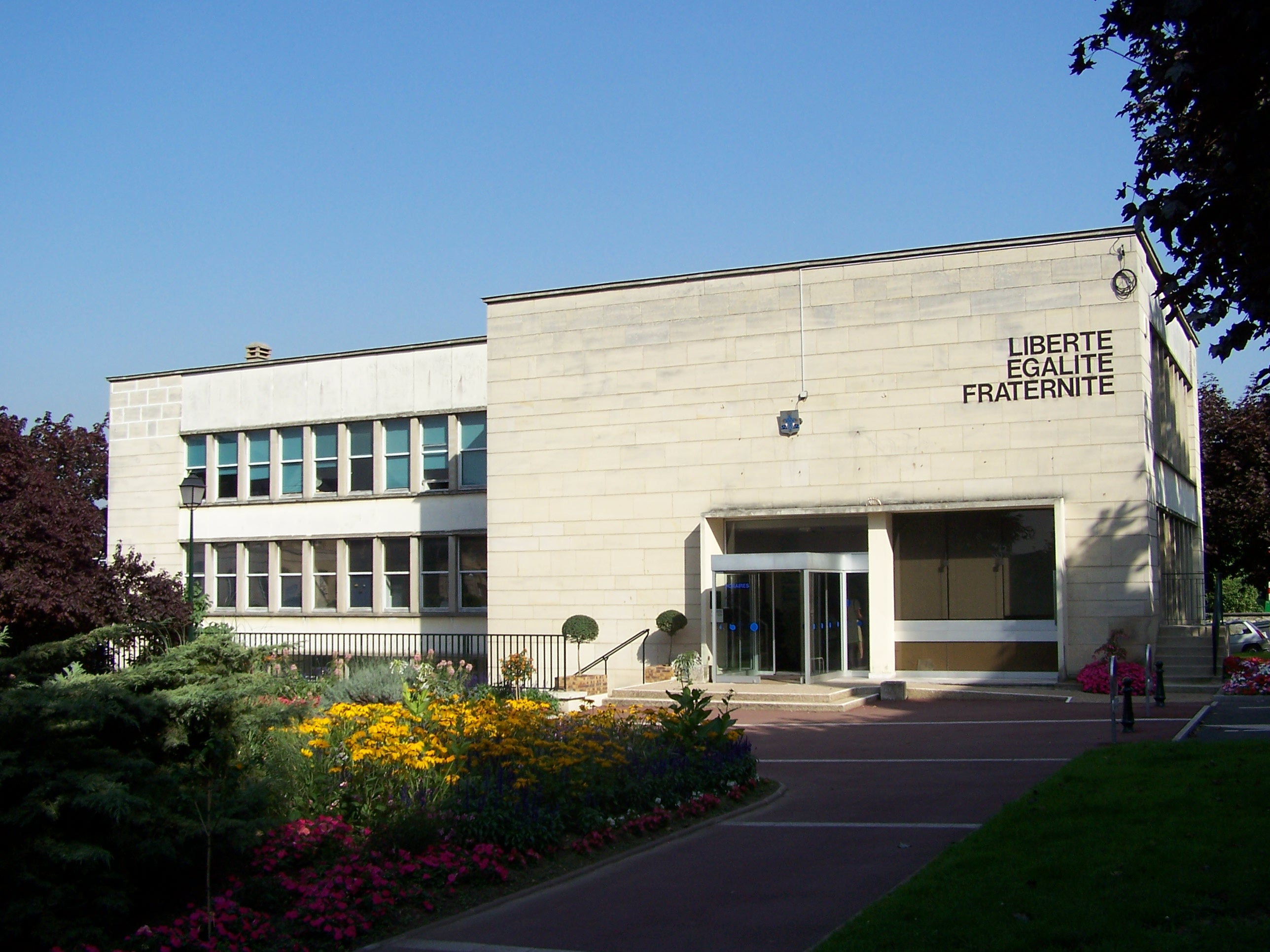
Mairie (Rathaus)
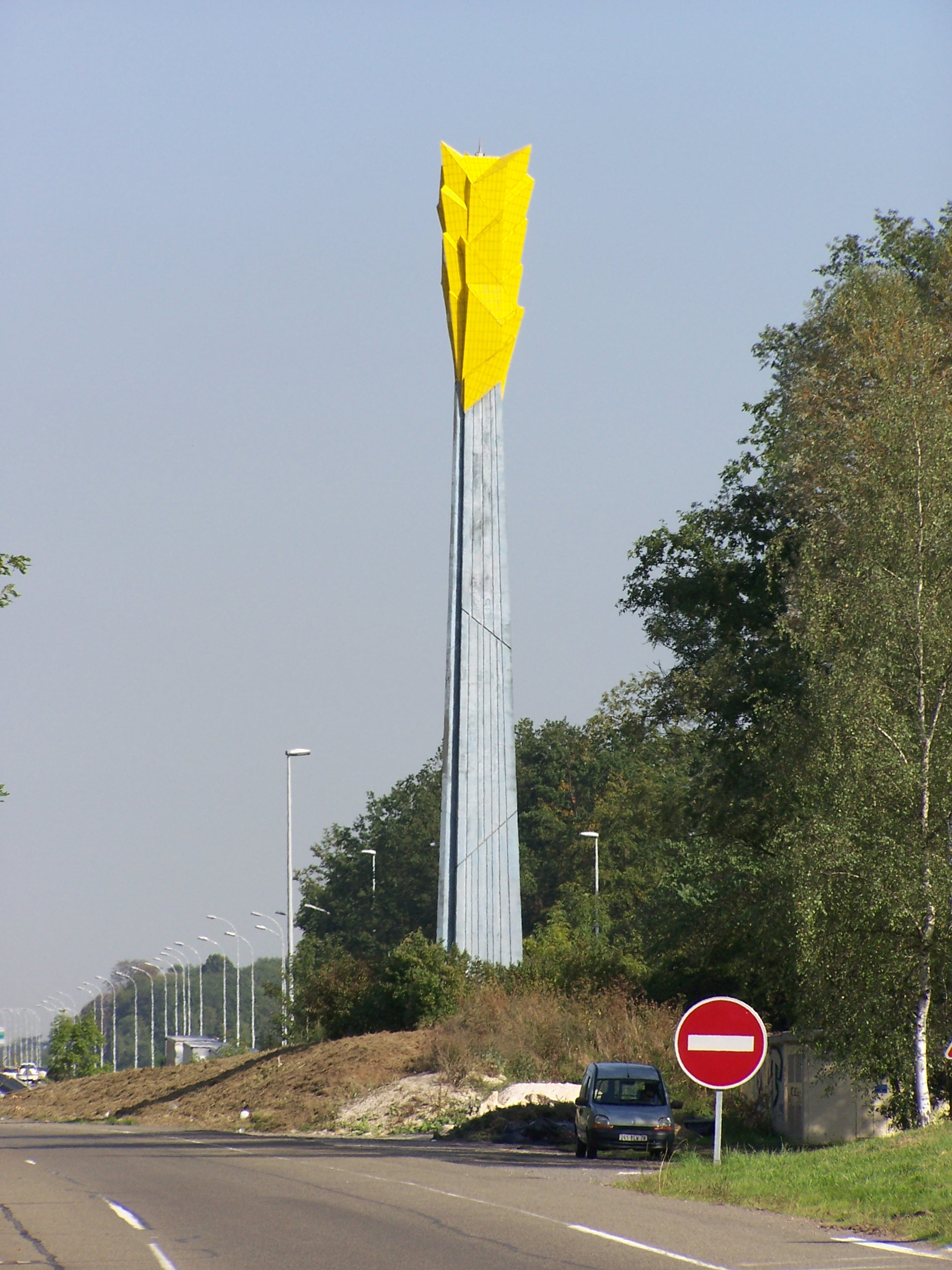
Colonne de l’Épi d’Or

## Baudenkmäler
Siehe: Liste der Monuments historiques in Saint-Cyr-l’École

## Verkehr
Saint-Cyr hat einen Bahnhof an der Bahnstrecke Paris–Brest. Westlich davon zweigt die Bahnstrecke Saint-Cyr–Surdon nach Dreux ab.

## Städtepartnerschaften
- Butzbach, Deutschland, seit 2008

## Persönlichkeiten
- Charles Couche (1815–1879), Eisenbahningenieur
- Jean Saint-Fort Paillard (1913–1990), Dressur- und Vielseitigkeitsreiter
- Gérard Laureau (1920–2002), Autorennfahrer und Unternehmer